# Viatcheslav Karavaïev
Pour les articles homonymes, voir Karavaïev.
Viatcheslav Sergueïevitch Karavaïev (en russe : Вячеслав Сергеевич Караваев) est un footballeur internationale russe né le 20 mai 1995 à Moscou. Il évolue au poste d'arrière droit au Zénith Saint-Pétersbourg.

## Biographie

### Carrière en club
Natif de Moscou, c'est dans cette ville qu'il effectue sa formation et intègre le centre de formation du CSKA Moscou. Il fait ses débuts en équipe première sous Leonid Sloutski à l'âge de 18 ans en étant titularisé lors d'un match de Coupe de Russie contre le Khimik Dzerjinsk le 30 octobre 2013. Il joue par la suite son premier match en championnat un mois plus tard contre le FK Rostov le 2 décembre suivant en remplaçant Kirill Nababkine dans le dernier quart de jeu avant d'être titularisé en Ligue des champions huit jours plus tard contre le Viktoria Plzeň. Karavaïev n'est par la suite plus utilisé pour le reste de la saison, tandis que le CSKA remporte le championnat russe.
N'entrant pas dans les plans de Sloutski pour l'exercice suivant, il est finalement prêté au Dukla Prague dans le championnat tchèque en juin 2014. Il y dispute vingt-neuf matchs lors de la saison 2014-2015 qui voit l'équipe terminer sixième. Dans la foulée, il est une nouvelle fois prêté, cette fois au FK Jablonec, tenant du titre de la coupe nationale pour l'exercice 2015-2016. Il y joue un nombre similaire de matchs en championnat, marquant trois buts tandis que le club termine septième, mais prend également part à la Ligue Europa où les siens sont éliminés par l'Ajax Amsterdam au stade des barrages, ainsi qu'au parcours de l'équipe en coupe nationale où celle-ci atteint la finale avant d'être vaincue par le FK Mladá Boleslav.
Ses performances en Tchéquie lui valent d'être recruté de façon permanente par le Sparta Prague à l'été 2016. Pour sa première saison, il dispute 37 rencontres toutes compétitions confondues et marque quatre buts, incluant un but en seizièmes de finale de la Ligue Europa face au FK Rostov, qui ne suffit cependant pas à éviter l'élimination de son équipe. Il enregistre également neuf passes décisives en championnat, où le Sparta termine troisième, et est élu meilleur joueur du club à l'issue de la saison en plus d'intégrer l'équipe-type du championnat tchèque au poste d'arrière droit,. Il perd cependant sa place de titulaire avec l'arrivée du nouvel entraîneur Andrea Stramaccioni durant la première moitié de la saison 2017-2018 et quitte finalement le Sparta à la fin du mois de janvier 2018 pour rejoindre les Pays-Bas et le Vitesse Arnhem,.
Devenant rapidement titulaire pour la fin de saison, il dispute une quinzaine de matchs en championnat et contribue à la sixième place du club ainsi qu'à sa qualification en Ligue Europa en remportant les barrages européens face au FC Utrecht. Il est rejoint à l'été suivant par son ancien entraîneur au CSKA, Leonid Sloutski, et reste par la suite un titulaire régulier, ne ratant qu'un match de championnat lors de la saison 2018-2019 tout en enregistrant sept passes décisives et un but face au VVV Venlo. Il prend également part à la campagne du club en Ligue Europa, où il délivre une passe décisive contre le Viitorul Constanța mais ne peut éviter l'élimination des siens face au FC Bâle lors du troisième tour de qualification. Ses performances lui valent d'être recruté dès l'été 2019 par le champion de Russie le Zénith Saint-Pétersbourg dans le cadre d'un contrat de quatre années. Il marque son premier but sous ses nouvelles couleurs le 19 octobre 2019 lors de la victoire 6-1 des siens contre le FK Rostov.

### Carrière internationale
Karavaïev est appelé très jeunes au sein des différentes sélections russes de jeunes, apparaissant dès le mois d'octobre 2010 avec les moins de 16 ans entraînés par Andreï Talalaïev, avec qui il dispute dix matchs entre 2010 et 2011. Il intègre ensuite l'équipe des moins de 17 ans de Mikhaïl Soloviov (en), prenant notamment part aux éliminatoires de l'Euro 2012, sans succès cependant. Évoluant ensuite avec les moins de 18 puis de 19 ans de Dmitri Oulianov (en) entre 2013 et 2014, il participe notamment à la fin des qualifications à l'Euro 2014 avec cette dernière, qui débouche sur une qualification des Russes. Karavaïev ne prend cependant pas part au tournoi final, étant appelé dès mars 2014 au sein de la sélection espoirs par Nikolaï Pissarev. Sous ses ordres, il participe principalement aux éliminatoires de l'Euro espoirs 2017, où la Russie termine cependant cinquième du groupe 7.
Il est appelé pour la première fois avec la sélection A par Stanislav Tchertchessov en mars 2019 dans le cadre de matchs de qualification à l'Euro 2020 contre la Belgique et le Kazakhstan. Il doit cependant attendre le 13 octobre suivant pour connaître sa première sélection, faisant son entrée en jeu face à Chypre lors de la victoire 5-0 des siens. Il inscrit son premier but dès sa deuxième sélection le 3 septembre 2020 face à la Serbie dans le cadre de la Ligue des nations, aidant ainsi les siens à s'imposer sur le score de 3-1.

## Statistiques
| Saison                | Club                     | Championnat           | Championnat | Championnat | Coupe(s) nationale(s) | Coupe(s) nationale(s) | Compétition(s) continentale(s) | Compétition(s) continentale(s) | Compétition(s) continentale(s) | Total | Total |
| Saison                | Club                     | Division              | M.          | B.          | M.                    | B.                    | Comp.                          | M.                             | B.                             | M.    | B.    |
| 2013-2014             | CSKA Moscou              | D1                    | 2           | 0           | 1                     | 0                     | C1                             | 1                              | 0                              | 4     | 0     |
| 2014-2015             | Dukla Prague (prêt)      | D1                    | 29          | 0           | -                     | -                     | -                              | -                              | -                              | 29    | 0     |
| 2015-2016             | FK Jablonec (prêt)       | D1                    | 29          | 3           | 7                     | 0                     | C3                             | 4                              | 0                              | 40    | 3     |
| 2016-2017             | Sparta Prague            | D1                    | 27          | 3           | 1                     | 0                     | C3                             | 9                              | 1                              | 37    | 4     |
| 2017-2018             | Sparta Prague            | D1                    | 3           | 0           | 2                     | 0                     | C3                             | 2                              | 0                              | 7     | 0     |
| Sous-total            | Sous-total               | Sous-total            | 90          | 6           | 11                    | 0                     | -                              | 16                             | 1                              | 117   | 7     |
| 2017-2018             | Vitesse Arnhem           | D1                    | 15          | 0           | -                     | -                     | -                              | -                              | -                              | 15    | 0     |
| 2018-2019             | Vitesse Arnhem           | D1                    | 37          | 1           | 4                     | 0                     | C3                             | 4                              | 0                              | 45    | 1     |
| 2019-2020             | Vitesse Arnhem           | D1                    | 5           | 1           | -                     | -                     | -                              | -                              | -                              | 5     | 1     |
| Sous-total            | Sous-total               | Sous-total            | 57          | 2           | 4                     | 0                     | -                              | 4                              | 0                              | 65    | 2     |
| 2019-2020             | Zénith Saint-Pétersbourg | D1                    | 20          | 1           | 5                     | 0                     | C1                             | 6                              | 0                              | 31    | 1     |
| 2020-2021             | Zénith Saint-Pétersbourg | D1                    | 25          | 3           | 2                     | 0                     | C1                             | 4                              | 0                              | 31    | 3     |
| 2021-2022             | Zénith Saint-Pétersbourg | D1                    | 17          | 0           | 2                     | 0                     | C1+C3                          | 4+1                            | 0+0                            | 24    | 0     |
| 2022-2023             | Zénith Saint-Pétersbourg | D1                    | 12          | 0           | 4                     | 0                     | -                              | -                              | -                              | 16    | 0     |
| Sous-total            | Sous-total               | Sous-total            | 74          | 4           | 13                    | 0                     | -                              | 15                             | 0                              | 102   | 4     |
| Total sur la carrière | Total sur la carrière    | Total sur la carrière | 221         | 12          | 28                    | 0                     | -                              | 35                             | 1                              | 284   | 13    |

## Palmarès
CSKA Moscou
- Champion de Russie en 2014.

 FK Jablonec
- Finaliste de la Coupe de Tchéquie en 2016.

 Zénith Saint-Pétersbourg
- Champion de Russie en 2020, 2021, 2022 et 2023.
- Vainqueur de la Coupe de Russie en 2020.
- Vainqueur de la Supercoupe de Russie en 2020 et 2021.